# Kabinová lanová dráha Achadas da Cruz
Kabinová lanová dráha u obce Achadas da Cruz na portugalském ostrově Madeira byla vybudována roku 2001. Prvotním účelem bylo usnadnit zemědělcům přístup na pole nacházející se dole na pobřeží v místě zvaném Fajã da Quebrada Nova. Obec Achadas da Cruz leží nedaleko okresního města Porto Moniz, na silnici mezi Ponta do Pargo a Porto Moniz.

## Technické parametry

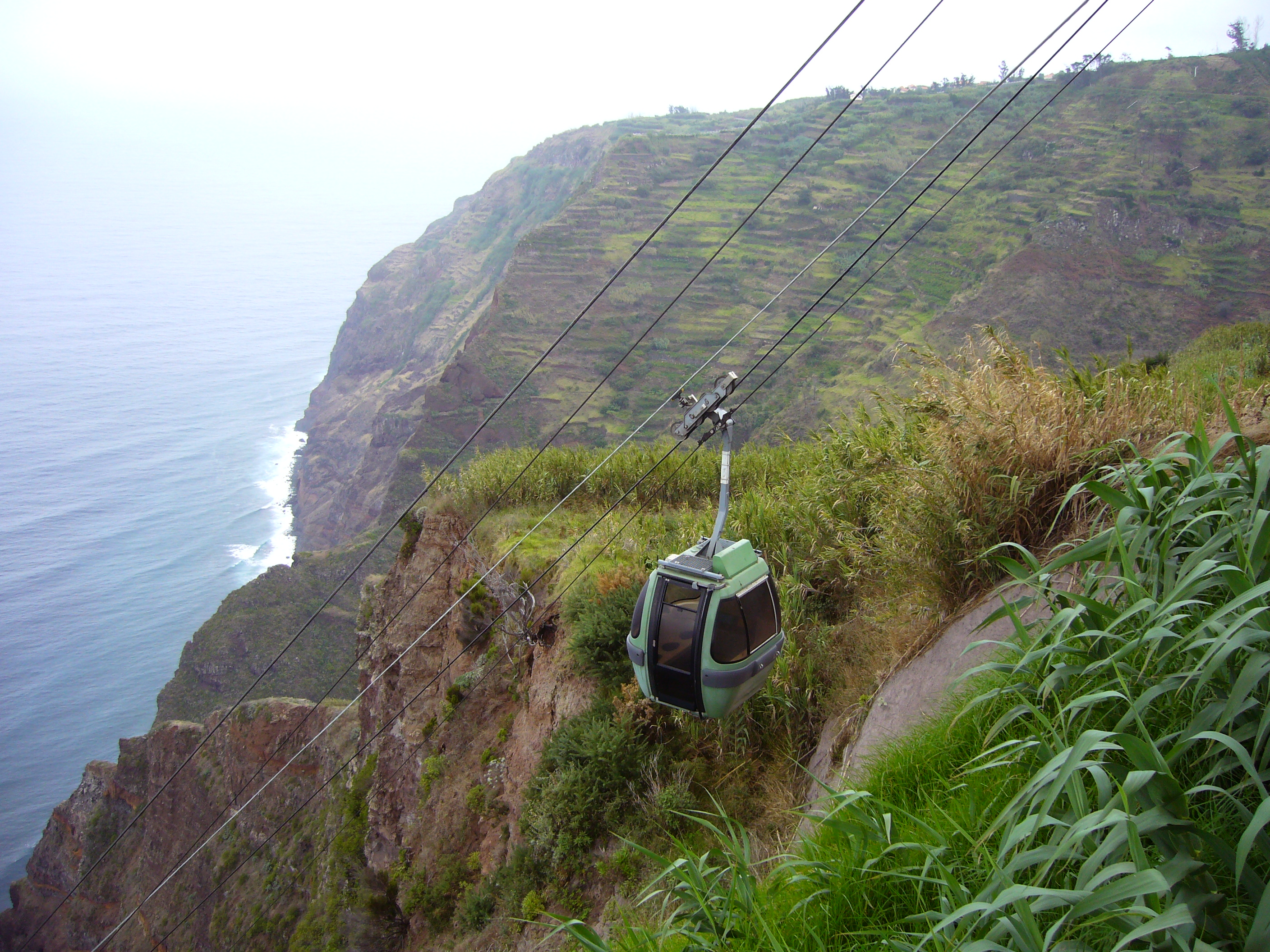
Kabinka lanovky.

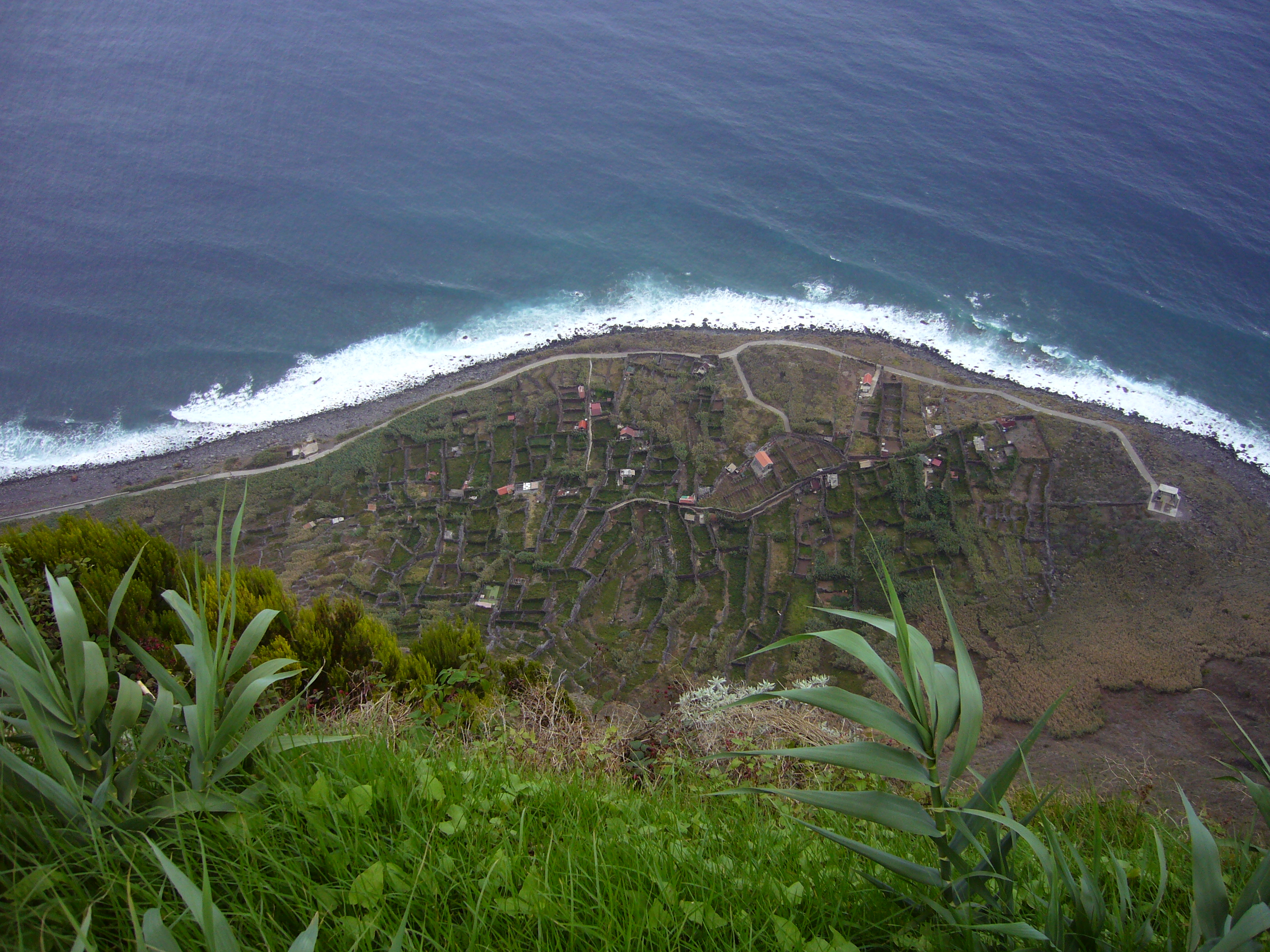
Pohled na pole Fajã da Quebrada Nova, dolní stanice lanovky je vpravo.

- výrobce: Reisch, typ 6-PB (PB z německého Plantagenbahn)
- výrobce kabin: Poma
- výškový rozdíl: asi 434 m
- vodorovná délka: asi 441 m
- délka lana: asi 620 m
- 2 kabiny, každá pro 6 osob (500 kg)
- jízdní rychlost: 3,0 m/sec
- doba jízdy: asi 4 min
- výkon pohonu: 30 kW
- průměr nosného lana: 24 mm
- průměr tažného lana: 15 mm
- poháněcí stanice: horní
- napínací stanice: dolní
- přeprava nahoru a dolů: 100 %
- doba trvání stavby: 1 měsíc